# 16131 Kaganovich
16131 Kaganovich è un asteroide della fascia principale. Scoperto nel 1999, presenta un'orbita caratterizzata da un semiasse maggiore pari a 2,8814593 UA e da un'eccentricità di 0,0133764, inclinata di 2,03066° rispetto all'eclittica.